# Philippe Leuba
Philippe Leuba (Chexbres, 1965. szeptember 12. –) svájci nemzetközi labdarúgó–játékvezető. Polgári foglalkozása politikus.

## Pályafutása

### Nemzeti játékvezetés
A játékvezetésből 1983-ban vizsgázott, 1993-ban lett az I. Liga játékvezetője. Az aktív nemzeti játékvezetéstől 2006-ban vonult vissza.

#### Nemzeti kupamérkőzések
Vezetett Kupa-döntők száma: 2.

##### Svájci Kupa
| Időpont         | Helyszín                        | Mérkőzés típusa | Mérkőzés                         | Eredmény | Nézők száma |
| --------------- | ------------------------------- | --------------- | -------------------------------- | -------- | ----------- |
| 1962. május 12. | Sankt Jakob-Park Stadion, Básel | döntő           | FC Basel–Grasshopper Club Zürich | 2 : 1    | 33 433      |

### Nemzetközi játékvezetés
A Svájci labdarúgó-szövetség Játékvezető Bizottsága (JB) terjesztette fel nemzetközi játékvezetőnek, a Nemzetközi Labdarúgó-szövetség (FIFA) 1999-től tartotta nyilván bírói keretében. Több nemzetek közötti válogatott és klubmérkőzést vezetett. A svájci nemzetközi játékvezetők rangsorában, a világbajnokság-Európa-bajnokság sorrendjében többedmagával a 32. helyet foglalja el 1 találkozó szolgálatával. Az aktív nemzetközi játékvezetéstől 2005-ben a FIFA 45 éves korhatárát elérve búcsúzott. Válogatott mérkőzéseinek száma: 4.

#### Európa-bajnokság
Az európai-labdarúgó torna döntőjéhez vezető úton Portugáliába a XII., a 2004-es labdarúgó-Európa-bajnokságra az UEFA JB játékvezetőként foglalkoztatta.

##### Selejtező mérkőzés
| Időpont           | Helyszín                   | Mérkőzés típusa           | Mérkőzés           | Eredmény | Nézők száma |
| ----------------- | -------------------------- | ------------------------- | ------------------ | -------- | ----------- |
| 2003. március 29. | Millenium Stadion, Cardiff | előselejtező (9. csoport) | Wales–Azerbajdzsán | 4 : 0    | 73 500      |